# Servizi TV
Servizi TV S.p.A. è stata una holding italiana con sede a Roncadelle (BS) specializzata nel settore delle LCN.

## Storia
Venne fondata da Giorgio Corbelli il 6 settembre 1982.
Nel 1990 il gruppo acquista il 50% di Elefante Tv, e passerà al 100% verso la fine degli anni novanta.
Nel 2005 il gruppo vende le frequenze analogiche per la sperimentazione del digitale terrestre.
Il 18 gennaio 2013 venne annunciata la chiusura della società dopo quasi 32 anni di attività. Inizialmente la chiusura, prevista per il 31 ottobre 2013, venne prorogata definitivamente al 31 dicembre 2013,
Il 1º gennaio 2014 la società cambia nome e si limita ad affittare le sue LCN ai canali di televendite Cagnola e Starmarket.
Il 9 febbraio 2017 la società viene dichiarata fallita.

## Assets
Servizi TV possedeva due LCN:
- Servizi TV (LCN 124), occupata da Cagnola
- Servizi TV For You (LCN 125), occoupata da Starmarket